# L. Lange & Co.
A/S L. Lange & Co. (Svendborg Jernstøberi eller Langes Jernstøberi) var et dansk jernstøberi grundlagt i Svendborg af Lars Lange den 27. april 1850. Det indgik fra 1906 til 1916 i De Forenede Jernstøberier. Firmaet lukkede 1984.
Lars Lange, der oprindelig var sønderjyde, men kom via Assens til Svendborg. Han stiftede firmaet sammen med svogeren, købmand C.A. Quade, Maribo og broderen, hattemager J.J. Lange, Svendborg, som passive deltagere. Startkapitalen var 4000 rigsdaler. Den første støbning fandt sted den 27. april, hvilket blev datoen for virksomhedens grundlæggelse.
En tid deltog Lars Langes fætter Carl P. Lange (død 1887) også som kompagnon i forretningen, men i 1860 blev alle kompagnoner købt ud af firmaet, hvorved Lars Lange blev eneejer. Firmaet blev et aktieselskab i 1898.
I starten producerede virksomheden kakkelovne efter tysk forbillede, men omkring 1900 går man mere og mere over til at producere såkaldte stilovne, hvor kunstnere, designere og arkitekter er med til at sætte deres præg på produkterne. Siden begyndte man produktionen af komfurer og olieovne, ligesom man hele tiden producerede en masse andet støbegods, såsom staldvinduer, landbrugsmaskiner og kloakdæksler, ved siden af produktionen af ovne. Virksomheden var meget innovativ. Omkring 1880 fremstillede den en serie rundovne med fodvarmesokkel og skabte således en original dansk kakkelovnstype. Ved århundredeskiftet havde fabrikken 250 ansatte og var en af Svendborgs største arbejdspladser.
Efter anden verdenskrig fokuserede jernstøberiet især på produktion af ovne og bygningsmaterialer. I 1975 var der i alt 123 ansatte.
I slutningen af 1970'erne stod det klart, at det ikke længere var rentabelt at producere jernovne på virksomheden, hvorfor man i 1984 indstillede produktionen.
Fjerde generation i ledelsen, Walther Lange, havde dog i årene forinden sørget for, at mange af støberiets ovne blev gemt så de kunne bruges til udstillingsformål. Derfor skænkede han samlingen af ovne til Svendborg Museum, der i 1987 kunne åbne et museum med de gamle ovne i den gamle administrationsbygning i Vestergade. Museet lukkede i 2005.

## Direktører
- (1850-1890) Lars Lange
- (1890-) Jens Lange
- (-) Valdemar Lange
- (-) Hans Lange
- (-) Harri Walther Lange